# Die blauen Blumen
Die blauen Blumen (französischer Originaltitel: Les Fleurs bleues) ist ein 1965 erschienener Roman von Raymond Queneau.

## Konstruktion des Werks
Als Motto ist dem Roman ein Ausspruch aus Platons Theaitetos in griechischen Buchstaben vorangestellt „ὄναρ ἀντὶ ὀνείρατος“ – was so viel bedeutet wie: Im Austausch für deinen Traum, hör’ dir meinen an.
In einer Anmerkung am Anfang des Buches nimmt Queneau zudem Bezug auf den sogenannten Schmetterlingstraum des chinesischen Philosophen und Dichters Tschuang-tse: Tschuang-tse träumt, er sei ein Schmetterling, aber träumt nicht vielleicht der Schmetterling, er sei Tschuang-tse?
Die zwei Hauptpersonen des Werks sind der etwas sonderbare Cidrolin, der im Jahre 1964 auf einem dauerhaft vertäuten Lastkahn lebt, und der Herzog von Auge aus dem Jahre 1264. Der Herzog bewegt sich im Verlauf der Geschichte mitsamt seinem sprechenden Streitross durch die Jahrhunderte auf Cidrolin zu. Dabei treten sie nicht zusammen auf, sondern der Roman erzählt kapitelweise abwechselnd von einem der beiden: Am Kapitelende schläft der jeweilige Protagonist ein und beginnt vom anderen zu träumen, worauf das nächste Kapitel ebendiesen Traum wiedergibt. Erst im 17. Kapitel treffen sich die beiden, als der Herzog im Jahr 1964 bei Cidrolins Lastkahn ankommt. Das Buch endet im 21. Kapitel, in dem der Herzog den Lastkahn losmacht und mit zahlreichen anderen Figuren auf dieser „Arche“ den Fluss hinauf davonfährt.
Neben dieser surrealen Verschränkung von Erzählperspektiven und Zeiten ist der Roman gespickt mit absichtlichen Anachronismen sowie mit (teilweise verfälschten) Zitaten, „Anspielungen und Augenzwinkern“. Zudem arbeitete Queneau mit zahlreichen Wortspielen, Archaismen, Neologismen usw., wobei er Sprachen und Sprachregister vermischte und vorsätzliche Fehlschreibungen einbaute. All dies ließ den Roman anfangs beinahe „unübersetzbar“ erscheinen.

### Blaue Blume(n)
Der Titel kann als Verweis auf Novalis’ Romanfragment Heinrich von Ofterdingen gelesen werden. Darin werden die – heute als Klischee der Romantik geltenden – blaue Blumen als Symbol der Sehnsucht und des Erkennens eingeführt: Im ersten Abschnitt Die Erwartung taucht in Heinrichs Traum eine blaue Blume auf und verwandelt sich in ein Mädchengesicht. Dieser Traum stimmt Heinrich melancholisch und wird Auslöser einer Reise. Auf diese intertextuelle Referenz bezieht sich auch Italo Calvino bei seiner Übersetzung ins Italienische. Da ihm der genaue Bezug zum Inhalt aber unklar geblieben war, befragte er Queneau zum Titel. Queneau erklärte ihm die Verwendung im Französischen, wo der Ausdruck „fleur bleue“ auf ironische, (oft auch pejorative) Weise „romantische, idealistische Menschen“ bezeichne, die „nostalgisch einer verlorenen Reinheit nachhängen“.
Innerhalb des Romans werden die blauen Blumen nur zweimal erwähnt:
- Zu Beginn ruft Herzog von Auge: „Loin! Loin! Ici la boue est faite de nos fleurs“ (dt. Weit weg! Weit weg! Hier ist der Schlamm aus unseren Blumen gemacht.) Dabei handelt es sich um die minimale Abwandlung eines Verses aus Charles Baudelaires Gedichtband Les Fleurs du mal: Durch das Ändern eines einzigen Buchstabens ruft Herzog von Auge „fleurs“ statt des „pleurs“. Bei Baudelaire hieß es also: „Loin! Loin! Ici la boue est faite de nos pleurs“, (dt. Weit weg! Weit weg! Hier ist der Schlamm aus unseren Tränen gemacht.).[A 5] Wie in Novalis’ Heinrich von Ofterdingen klingen auch bei Baudelaire Sehnsucht und Melancholie sowie das Aufbruchsmotiv an.
- Am Ende von Les Fleurs bleues bedeckt eine Schlammschicht die Erde, „aber hier und da blühten bereits kleine blaue Blumen“.

## Ausgaben (Auswahl)
- Les Fleurs bleues, Éditions Gallimard, «Collection blanche» Nr. 10992, Erstausgabe 1965.
  - Die blauen Blumen, übers. ins Deutsche von Eugen Helmlé, Stahlberg Verlag, Karlsruhe 1966.
  - I fiori blu, übers. ins Italienisch von Italo Calvino, Einaudi, Turin 1967.
  - Between Blue and Blue: A Sort of Novel, übers. ins Englische von Barbara Wright, Bodley Head, London 1967; auch als The Blue Flowers, New Directions Publishing, New York 1973.
  - Blå blommor, übers. ins Schwedische von Lars Hagström, Bakhåll, Lund 1995.
  - Florile albastre, übers. ins Rumänische von Val Panaitescu, Humanitas Fiction, Bukarest 2006.
  - Modre cvetke, übers. ins Slowenische von Ana Barič Moder, Sanje, Ljubljana 2011.[A 6]
  - Modri cvijetak, übers. ins Kroatische von Marija Paprašaroski, Disput, Zagreb 2014.
  - Flores azules, übers. ins Spanische von Manuel Serrat Crespo, Austral, Barcelona 2016.

## Hommage
2002 erschien beim französischen Label Bleu das von Les Fleurs bleues inspirierte, gleichnamige Album von Stefano Bollani. Darauf sind Titel, die auf das Romanpersonal (Cidrolin, Il Duca) oder den Inhalt (Rever Et Reveler, Bar Biturico) abzielen. Zudem enthält es eine Einspielung des Chansons Si tu t'imagines von Joseph Kosma, der auf Queneaus gleichnamigem Gedicht basiert, sowie die Titel It Could Happen to Queneau und Raymond.